# Der Feuerteufel (1940)
Der Feuerteufel ist ein deutsches Spielfilmdrama aus dem Jahre 1940 von und mit Luis Trenker. Er spielt in der Zeit der Befreiungskriege gegen die napoleonische Zwangsherrschaft. Luis Trenker verkörpert einen Kärntner Holzknecht.

## Handlung
Kärnten im Jahre 1809. Ebenso wie im benachbarten Tirol, wo der freiheitsliebende Andreas Hofer mit seinen Mannen gegen die napoleonische Knechtschaft aufbegehrt, plant auch Holzknecht Valentin Sturmegger, der von allen „Der Feuerteufel“ genannt wird, seine geliebte Heimat vom Joch der französischen Besatzer zu befreien. An französischen Posten schmuggelt er Proklamationen zum Aufruhr gegen das Napoleon-Regime vorbei und führt Nadelstichattacken wie Überfälle auf französische Offiziere aus. Als er bei einer seiner Aktionen erwischt wird, ist es die Tochter des Kommandeurs der Aufständischen, die seinen Mut zutiefst bewundernde Maria Schmiederer, die ihm zur Flucht verhilft. Valentin revanchiert sich dafür eines Tages. Als Marias Vater verhaftet werden soll, gibt er sich für diesen aus und lässt sich festnehmen, obwohl er mit der Todesstrafe rechnen muss.
Durch einen Trick überlebt er die eigene Erschießung, tut so, als sei er tödlich getroffen und kann in der darauf folgenden Nacht entfliehen. Seine Getreuen glauben, ein Gespenst vor sich zu sehen, als er bei einer geheimen Versammlung quicklebendig auftaucht. Im letzten Moment kann Sturmegger verhindern, dass Kommandant Schmiederer, der keinen Sinn mehr darin sieht, gegen die französische Übermacht weiterzukämpfen, eine Kapitulationsurkunde unterschreibt. Nun übernimmt Valentin selbst die Führung des verwegenen Haufens. Um sich der kaiserlichen Rückendeckung zu versichern, reist Sturmegger nach Wien. Er will Erzherzog Johann um Unterstützung bitten, doch dieser wurde unmittelbar zuvor von dem geschickten Taktierer Metternich nach Graz verbannt.
Für die Kärntner erscheint deren Situation mehr und mehr aussichtslos. Napoleon selbst ist es, der, von Sturmeggers Tollkühnheit beeindruckt, ihn in Wien kennenlernen will. Er bietet dem Kärntner eine militärische Karriere in seiner Armee an. Doch Valentin weist dessen Ansinnen brüsk zurück. Als der kleine Korse ihn daraufhin verhaften will, entkommt Valentin Sturmegger mit Hilfe der Marquise de Chanel. Wieder daheim, ruft er seine Landsleute dazu auf, die Franzosen anzugreifen, wo immer es geht. Der Verräter Rafael Kröss droht jedoch seinen Plan zunichtezumachen, führt er doch französische Einheiten direkt in seinen Rücken. Die österreichischen Freiheitskämpfer erleiden schwere Verluste, auch Schmiederer stirbt. Zeitweilig muss Sturmegger in die Bergwelt fliehen und dort untertauchen. Schließlich aber wendet sich 1813 das Blatt, und die französischen Usurpatoren werden aus dem Land vertrieben. Endlich kann der Holzknecht auf ein befreites Land blicken und zurück zu Frau und Kind gehen, um seiner eigentlichen Arbeit in Friedenszeiten nachzukommen.

## Produktionsnotizen
Der Feuerteufel wurde ab Anfang Juli 1939 (Außenaufnahmen) und von Mitte Oktober bis Mitte November 1939 (Atelieraufnahmen) gedreht. Die Drehorte waren die Erzherzog-Johann-Klause bei Kramsach, Vomp bei Schwaz und die Hochalpen bei Kufstein. Die Atelieraufnahmen wurden in den Bavaria-Ateliers in München-Geiselgasteig gedreht. Die Uraufführung erfolgte am 5. März 1940 in Berlins Ufa-Palast am Zoo.
Die Herstellungskosten beliefen sich auf 1.056.000 RM. Bis Februar 1941 hatte der Film bereits 1.477.000 RM eingespielt. Damit galt Der Feuerteufel als beachtlicher Kassenerfolg.
Willy Reiber übernahm die Herstellungsleitung. Dessen Bruder Ludwig Reiber entwarf die Filmbauten, die Erich Grave umsetzte. Rudolf Pfenninger war ungenannt an der Bauausführung beteiligt. Von Herbert Ploberger stammen die Kostümentwürfe.
Die 19-jährige Judith Holzmeister gab hier ihr Filmdebüt. 
Für Luis Trenker war dieser Film die letzte Möglichkeit, im Dritten Reich weitgehend unabhängig von Partei und Staat Filme herzustellen. Seit geraumer Zeit war Propagandaminister Joseph Goebbels ebendiese Unabhängigkeit wie unmittelbar zuvor die von Trenkers Allround-Filmemacherkollegen Harry Piel ein großer Dorn im Auge. Hinzu kam, dass Trenker sich 1939/40 nicht eindeutig in der von Hitler und Mussolini angesetzten Südtirol-Option entscheiden wollte. Schließlich musste Trenker nach der Uraufführung von Der Feuerteufel auf Druck von Goebbels seine Produktionsfirma aufgeben und konnte bis Kriegsende im Reich nicht mehr nach eigenem Gusto Kinospielfilme herstellen. Sein 1943 begonnener Spielfilm Im Banne des Monte Miracolo wurde 1943 unter dem Dach einer italienischen Produktionsfirma begonnen und nach dem Untergang des Dritten Reichs von Trenkers (im wiedererstandenen Österreich) neu gegründeten Tirol-Film zu Ende gebracht.

## Kritiken
Boguslaw Drewniaks 'Der deutsche Film 1938–1945’, Ein Gesamtüberblick. Düsseldorf 1987, S. 301, schrieb: „Im Drehbuch des Films, das Luis Trenker zusammen mit Hanns Saßmann schrieb, haben Geschichte und Phantasie ein spannendes Schicksal gestaltet. Der Hauptheld, gewissermaßen eine Kreuzung zwischen Hofer und Schill, war mit der Idee „Großdeutschland“ ausgestaltet.“
Das Lexikon des internationalen Films kam zu folgendem Urteil: „Trotz seiner patriotischen Töne schien den NS-Propagandisten der Film nicht zeitgemäß genug und zu privatistisch, so daß ihm kein Prädikat zuteil wurde.“
Die Online-Version derselben Publikation schreibt: „Getreu seinem Vorbild Andreas Hofer bläst der Holzknecht Sturmegger zum letzten Aufgebot gegen die Franzosen - aber ohne dafür füsiliert zu werden: Er überlebt mit Frau und Kind in der Bergeinsamkeit. In dem gehörig mit Judasfigur, Felsabstürzen und Standschützen ausstaffierten Freiheitsdrama spielt Trenker selbst die abenteuerlich-bergsteigerische Titelrolle.“
Das Handbuch VII der Katholischen Filmkritik meinte: „Spürbar von nazistischem Gedankengut beeinflußt.“